# Tú, yo, nosotros
Tú, yo, nosotros és una pel·lícula mexicana dirigida per un cineasta diferent per a cada segment del film: Gonzalo Martínez Ortega, Juan Manuel Torres i Jorge Fons. La pel·lícula es va estrenar en 1972, sent l'últim conte, "Nosotros", el més reconegut entre els tres. La cinta té com a protagonistes als primers actors Rita Macedo i Sergio Jiménez.

## Argument
Tú, yo, nosotros es desenvolupa en tres contes. En el primer, Tu, Silvia, una dona de 38 anys, mare de Nadia i de Carlos, esposa de Carlos, viu infeliç en el seu matrimoni pel fet que no oblida al seu vell amor Octavio, un pintor al qual ella va menysprear abans de casar-se i que va partir a l'estranger. A més de tenir una tibant relació per la gelosia del seu marit, la seva relació amb la seva filla tampoc és bona, i menys quan ella decideix mudar-se. No obstant això, l'esperança torna a ella quan Octavio torna a la ciutat i ella decideix veure-ho. El segon conte, Yo, tracta la història de Julián, un jove pilot fumigador que torna a la ciutat després de la mort de la seva mare, cerca a Nadia, la seva vella amiga i amant, i passa la nit amb ella. El pare de Julián li confessa que la seva mare va guardar els diners que ell li enviava, perquè pogués concloure els seus estudis en arquitectura. En el tercer capítol, Nosotros, Julián es converteix en l'amant de la mare de Nadia, Silvia. La passió entre tots dos és tan intensa com aclaparadora, sobretot quan Silvia nota l'estrany temperament del seu jove nuvi. Finalment, Carlos pretén endur-se de tornada a la seva esposa i mata a Julián quan tracta d'impedir-ho. La pel·lícula acaba amb Silvia donant-li menjar al minusvàlid pare de Julián, en al·lusió al traspàs de rols després de la mort del seu estimat.

## Producció
Va ser la primera producció de la Cinematográfica Marco Polo, a càrrec de Gonzalo Martínez, qui va ser també el director de la pel·lícula. Va comptar com a conseller de producció amb Sergio Olhovich i Luis Carrión i com a cap de producció a José Alfonso Chavira.
El rodatge va començar el 23 de novembre de 1970 als Estudios Churubusco i altres locaciones del Districte Federal.

### Direcció
- Tú. Gonzalo Martínez Ortega
- Yo. Juan Manuel Torres
- Nosotros. Jorge Fons

### Repartiment
- Carlos Ancira interpreta a Carlos Cortés, espòs de Silvia, un personatge que d'acord amb la crítica de l'època, és de caràcter burleta i entremaliat.
- Rita Macedo interpreta a Silvia, esposa de Carlos Cortés. Va aconseguir la mirada del públic perquè interpreta a una dona d'una intensitat pertorbadora, la qual va poder col·locar a l'actriu en un encasellament del personatge.
- Guillermo Murray interpreta a Octavio, pintor i amant de Silvia que havia estat rebutjat per ella abans del seu matrimoni amb Carlos.
- Sergio Jiménez interpreta a Julián Enríquez, jove pilot que torna a la ciutat després de la mort de la seva mare i en cerca de la seva ex-xicota, Nadia.
- Julissa interpreta a Nadia. Treballa com a cantant en un cabaret.
- Pancho Córdova interpreta al pare de Julián. És un home paralític.

### Música
La pel·lícula compta amb obres de Manuel Enríquez, així com cançons interpretades per Agustín Lara i altres.

## Estrena i Crítica
La cinta es pre va estrenar el 8 de novembre de 1971 al Cine Orfeón i el 17 de febrer de 1972 es va estrenar al Cine Variedades.
Segons La revista mexicana de cultura, aquesta pel·lícula va demostrar la maduresa del cineasta Gonzalo Martínez i la seva capacitat de transmetre missatges de major intensitat dels quals s'esperava, la qual cosa va aconseguir un respecte pels seus personatges, ja que la societat va mirar de manera entranyable i respectuosa a cadascun d'ells. L'obra va aconseguir integrar una estructura eficaç i coherència en el seu relat.
D'altra banda, altres mitjans com ara la revista Historia documental del cine mexicano, van considerar la participació del director Gonzalo Martínez, com un impacte negatiu per a l'obra fílmica. Aquesta revista compara la producció amb una carrera de relleus, perquè van ser tres directors amb els quals van comptar cadascuna de les etapes de la història.

## Premis i reconeixements
Premi Ariel (1972)
| Categoria                   | Persona                                               | Resultat   |
| --------------------------- | ----------------------------------------------------- | ---------- |
| Millor Pel·lícula           | Millor Pel·lícula                                     | Nominada   |
| Millor Director             | Jorge Fons                                            | Guanyador  |
| Millor Actor                | Sergio Jiménez                                        | Nominat    |
| Millor Actriu               | Rita Macedo                                           | Guanyadora |
| Millor Actriu               | Julissa                                               | Nominada   |
| Millor Coactuació Masculina | Pancho Córdova                                        | Guanyador  |
| Millor Guió Cinematogràfic  | Gonzalo Martínez Ortega Jorge Fons Juan Manuel Torres | Nominats   |
| Millor Argument Original    | Gonzalo Martínez Ortega Jorge Fons Juan Manuel Torres | Nominats   |

Festival Internacional de Cinema de Panamà
- 1971: Sergio Jiménez Millor Actor